# Gísl Illugason
Gísl Illugason (n. 1079-1130) fue un escaldo islandés, pertenecía al clan familiar de los Gilsbekkingar, descendiente de Bragi Boddason. Era bisnieto de Tindr Hallkelsson, tío del famoso Gunnlaugr Ormstunga. Detalles sobre su vida aparecen en la historia Gísls þáttr Illugasonar y Jóns saga helga.
Cuando tenía seis años su padre murió asesinado por el vikingo Gjafvaldr, que más tarde vengó y por ello el rey Magnus III de Noruega le sentenció a muerte, porque era un miembro de su hird, pero logró escapar de la condena y convertirse en uno de los escaldos reales según Skáldatal.
Participó en las campañas militares del rey Magnus en Irlanda y al oeste en 1098 y en las guerras fronterizas de Viken contra Suecia y Dinamarca. Acabó sus días hasta avanzada edad en Islandia y tuvo un hijo llamado Einarr.
Su obra más destacable es Erfikvæði honrando al rey Magnus tras su muerte, y un lausavísur que aparece en Gísls þáttr Illugasonar y Jóns saga helga.